# 수원 청련암 독성도
수원 청련암 독성도(水原靑蓮庵 獨聖圖)는 대한민국 경기도 수원시 장안구 조원동 청련암에 있는 조선시대의 독성도이다. 2009년 5월 21일 경기도의 문화재자료 제148호로 지정되었다.

## 개요
독성도(獨聖圖)는 석가모니의 제자들인 십육나한 중 첫 번째 존자인 독성존자(獨聖尊者)를 단독으로 그린 그림이다. 독성존자는 세속인들에게 신통력을 드러냈다가 부처의 꾸중을 듣고, 열반에 드는 것이 허락되지 않아 부처가 열반한 후 모든 중생들을 제도하고자 하는 존재가 되었다. 사찰의 독성각(獨聖閣)에 단독으로 모셔지거나, 삼성각(三聖閣) 내에 산신도(山神圖), 칠성도(七星圖)와 함께 봉안된다. 청련암 독성도는 19세기 후반의 작품으로 독성각에 단독으로 모셔져 있다.

## 참고 문헌
- 수원 청련암 독성도 - 국가유산청 국가유산포털